# Personal Terminal
『Personal Terminal』（パーソナル・ターミナル）は、小松未可子の4枚目のオリジナルアルバム。2018年7月11日にトイズファクトリーから発売、同日に各配信サイトでもアルバム全曲が配信された。

## 概要
前作『Blooming Maps』から約1年2か月ぶりのリリースとなるオリジナルアルバム。9thシングル「Maybe the next waltz」、10thシングル「Swing heart direction」、限定シングル「Happy taleはランチの後で」をはじめ、小松自身が作詞を担当した新規楽曲など、全12曲収録されている。
CD+BD+Photo book（完全生産限定盤）、CD（通常盤）の2形態で発売され、完全生産限定盤特典は、Q-MHzとのバーベキュー＆ドライブ映像、収録曲「M/MASTER」のレコーディングMVや、限定シングルを除く全ての表題曲のMVを収録したBlu-ray、52ページに及ぶスペシャル写真集、全特典映像のプレイパスコード。
2形態（完全盤・通常盤初回生産分）共通特典は、ハイレゾ音源フリーダウンロードコード、1stアルバムコンサート映像、アルバム全音源プレイパスコードなどが同梱される仕様となる。

## 音楽性・制作
1曲目の「Restart signal（新録曲）」は、制作終盤の、ある程度楽曲が出揃ってきたタイミングで「シンプルでメロディが強く名曲感のある楽曲」「リード曲」を作ろうという、メンバーである畑からの提案から制作がスタートした楽曲。
2曲目の「Jump Jump Halation!（新録曲）」は、明るくヌケのよいサウンド的に華やかな楽曲となっていて、ライブをテーマとしている為、アッパーなロック&ライブチューンに仕上がっている。12曲目の「Romantic noise」、3曲目の「SPICE MISSION」と並んで、アルバムの『軸』を形成するうちの1曲として最序盤に制作された。制作当初のインストのみの仮歌の段階では、派手な楽曲となっていたが、そこに小松のボーカルが後から入ったことによって要らない音があることに気づき、音を減らし、無骨でラフな楽曲として完成した。
3曲目の「SPICE MISSION（新録曲）」は、小松曰く「ザ・お料理ソング」。『打ち込み』などを一切取り入れることなく、ピアノ、オルガン、クラビネットなどアレンジに使用した楽器は全て生楽器で形成されている。この楽曲の制作をスタートさせたところ、作詞を担当した畑から「料理が聞こえる」と発したことから楽曲のテーマが確定した曲。シングル表題曲含めたアルバム全曲のなかで歌詞が一番長くなっている。
5曲目の「海辺で逢いましょう（新録曲）」は、畑曰く、「始まってるのか、始まっていないのかわからない、微妙な恋の曲」となっていて、この楽曲の制作段階までにすでに完成していた楽曲のほとんどがアップテンポなものばかりな印象だったことから、「ここで一旦落ち着ける曲が欲しい」「起伏のない楽曲をやりたい」というメンバーの田代の提案から制作された楽曲。
6曲目の「カオティック・ラッシュ・ナイト（新録曲）」は、もともとあった楽曲を参考に、小松の提案で制作された楽曲。作詞の制作は小松自身も参加していて、小松の仮歌詞とメモを基に田淵が引き継ぎ、畑が完成させた。曲のテーマが「カオス」であるため、アレンジは、不協和音も多用されている。
8曲目の「Pains（新録曲）」は、「カオティック・ラッシュ・ナイト」と同じく小松の提案から制作された楽曲で「泣き曲」であり、「失恋の曲」。この楽曲が制作されるまで他にバラード曲がなかったことから作られた楽曲。
9曲目の「M/MASTER（新録曲）」は、「ドS」「シリアス」「おまぬけ」の3パターン用意された仮歌詞から、小松の選んだ「おまぬけ」バージョンの歌詞が採用されている。楽器のレコーディングをする際はQ-MHzのメンバー4人と小松の5人全員が演奏参加していて、普段触らない楽器を演奏するなどの試みが行われている。もともとあったデモ楽曲のアレンジを変更し、5人で演奏できるようなものとして完成させた。
10曲目「おねがいフューチャー（新録曲）」は、歌詞中に掛け声や声を合わせるパートがあり、参加型のライブチューン。「奇想天外で、全力疾走で一瞬で駆け抜けるようなタイプの楽曲」となっている。田淵が書き下ろした仮歌詞が破天荒な内容だったが全編変更されることはなく、完成した歌詞にも一部に仮歌詞がそのまま使用されている。
12曲目「Romantic noise（新録曲）」は、4曲目「Maybe the next waltz」の姉妹曲となっている。「Maybe the next waltz」の制作段階ですでに存在していて、小松がEDテーマを担当したテレビアニメ「ボールルームヘようこそ」の候補曲のうちの1曲として完成していた楽曲を大幅に発展させてできた楽曲。田代曰く、「アルバムの最後を飾るのにふさわしい曲」。

## 収録内容
| 全作曲: Q-MHz。 |                                                                                    |                  |            |                                        |      |
| #               | タイトル                                                                           | 作詞             | 作曲・編曲 | 編曲                                   | 時間 |
| 1.              | 「Restart signal」                                                                 | Q-MHz            | Q-MHz      | Q-MHz 齋藤真也（ストリングスアレンジ） | 4:07 |
| 2.              | 「Jump Jump Halation!」                                                            | Q-MHz            | Q-MHz      | Q-MHz                                  | 4:07 |
| 3.              | 「SPICE MISSION」                                                                  | Q-MHz            | Q-MHz      | Q-MHz 井上泰久（ブラスアレンジ）       | 4:17 |
| 4.              | 「Maybe the next waltz」(テレビアニメ『ボールルームへようこそ』第1クールEDテーマ)  | Q-MHz            | Q-MHz      | Q-MHz 伊藤翼                           | 4:29 |
| 5.              | 「海辺で逢いましょう」                                                             | Q-MHz            | Q-MHz      | Q-MHz                                  | 3:43 |
| 6.              | 「カオティック・ラッシュ・ナイト」                                                 | 小松未可子 Q-MHz | Q-MHz      | Q-MHz Tom-H@ck                         | 3:45 |
| 7.              | 「Happy taleはランチの後で」                                                       | Q-MHz            | Q-MHz      | Q-MHz 清水哲平                         | 3:36 |
| 8.              | 「Pains」                                                                          | Q-MHz            | Q-MHz      | Q-MHz                                  | 4:20 |
| 9.              | 「M/MASTER」                                                                       | Q-MHz            | Q-MHz      | Q-MHz                                  | 3:13 |
| 10.             | 「おねがいフューチャー」                                                           | Q-MHz            | Q-MHz      | Q-MHz                                  | 2:37 |
| 11.             | 「Swing heart direction」(テレビアニメ『ボールルームへようこそ』第2クールEDテーマ) | Q-MHz            | Q-MHz      | Q-MHz 末光篤                           | 4:16 |
| 12.             | 「Romantic noise」                                                                 | Q-MHz            | Q-MHz      | Q-MHz 伊藤翼                           | 4:17 |
| 合計時間:       | 合計時間:                                                                          | 合計時間:        | 合計時間:  | 46:47                                  |      |

| #  | タイトル                                                      | 作詞 | 作曲・編曲 |
| -- | ------------------------------------------------------------- | ---- | ---------- |
| 1. | 「Maybe the next waltz」(Music Video)                         |      |            |
| 2. | 「Swing heart direction」(Music Video)                        |      |            |
| 3. | 「Restart signal」(Music Video)                               |      |            |
| 4. | 「小松未可子×Q-MHz ドライブ＆BBQの旅」                        |      |            |
| 5. | 「小松未可子×Q-MHz「M/MASTER」レコーディングMV」(Music Video) |      |            |

| #  | タイトル                       | 作詞 | 作曲・編曲 | 時間 |
| -- | ------------------------------ | ---- | ---------- | ---- |
| 1. | 「また、はじまりの地図」       |      |            | 2:43 |
| 2. | 「Imagine day, Imagine life!」 |      |            | 5:19 |
| 3. | 「流れ星じゃないから」         |      |            | 4:48 |
| 4. | 「Catch me if you JAZZ」       |      |            | 3:48 |
| 5. | 「HEARTRAIL」                  |      |            | 3:43 |
| 6. | 「my dress code」              |      |            | 4:29 |
| 7. | 「Lonely Battle Mode」         |      |            | 3:50 |